# 根室ラジオ中継局
根室ラジオ中継局（ねむろラジオちゅうけいきょく）は、北海道根室市にある中波放送中継局である。

## 概要
- 当地には、NHK釧路放送局と在札民放ラジオ局が、中継局を置く。
- なお、市内東和田地区にあるラジオNIKKEIの送信所については、ラジオNIKKEI根室送信所を、また、NHK-FMに関しては根室中継局を参照のこと。

## 中継局概要
| 周波数 （kHz） | 放送局名    | 呼出符号 | 空中線電力 | 放送対象地域 | 放送区域 内世帯数 | 開局日         |
| -------------- | ----------- | -------- | ---------- | ------------ | ----------------- | -------------- |
| 801            | 北海道放送  | JOQS     | 100W       | 北海道       | 不明              | 1984年8月30日  |
| 1062           | STVラジオ   | JOXS     | 100W       | 北海道       | 不明              | 1984年8月30日  |
| 1359           | NHK 釧路第2 | なし     | 100W       | 全国         | 約15,500世帯      | 1960年3月31日  |
| 1584           | NHK 釧路第1 | なし     | 100W       | 釧路根室圏   | 約15,500世帯      | 1957年11月26日 |

- NHKの正式な名称は、放送局としてはNHK根室放送局（中継局は通称）、送信施設としては根室ラジオ中継放送所である。
- NHKの呼出符号は、第1放送がJOPQ、第2放送がJOPSであったが、1967年11月1日に廃止された。

## 放送エリア
- 根室市を中心とした根室振興局の根室海峡や、釧路総合振興局浜中町姉別。同じ根室振興局である中標津町、標津町、別海町の内陸部のNHKはNHK中標津ラジオ中継局でカバーしている。
- HBCラジオ、STVラジオは夜間、根室市・別海町のみとなり、その他は江別ラジオ放送所か釧路テレビ・ラジオ放送所でカバーする。ただし、HBCラジオ釧路局は同じ周波数のSBSラジオ（静岡放送、1404kHz）と混信する場合がある。

## 中継局置局住所（全て根室市）
- NHK…駒場町1丁目30番地
- HBC…光洋町4丁目45番地
- STV…西浜町6丁目（中継局施設の保守管理は親会社の札幌テレビ放送が担当）